# Guigues Ier, vicomte de Lyon
Pour les articles homonymes, voir Guigues Ier.
Guigues Ier désigné dans les sources comme vicomte du Lyonnais était probablement Guy Ier vicomte de Mâcon.
Fils de Berard et de Blismodis,, il est connu par plusieurs chartes entre 982 et 1030 qui situent son patrimoine en Beaujolais, en Mâconnais et en Lyonnais.
Le 16 octobre 982, il approuve avec sa femme Euphémie, la donation de son beau-père Narduin, vicomte de Mâcon à l'abbaye Notre-Dame, Saint-Pierre et Saint-Benoit de Fleury de ses biens propres et acquis à Sommeré (Saumeriacum), paroisse de Saint-Sorlin sur La Roche-Vineuse, y compris les huit colonges cédées en mai 895 à l'abbaye par Winter, seigneur de Sommeré et son fils Thierry, que Narduin tenait en bénéfice de l'abbé Amalbert
Vers 1020, il approuve immédiatement après le comte de Lyon Géraud une donation de l'église de Saint-Saturnin d'Arnas, pour le repos de l'âme de Frédelan II, seigneur de Chamelet, par ses fils Hugues et Berard (ou Bernard) et par sa sœur Asceline, abbesse de Péloges sur Arnas.
Entre 1018 et 1030, en compagnie de sa femme Euphemia, il donne plusieurs courtils, vignes et deux couples de serfs situés à Salornay-sur-Guye, Ligny-en-Brionnais, Crêches-sur-Saône à la Cathédrale Saint-Vincent de Mâcon.
Entre 1020 et 1032, il donne à l'abbaye de Cluny des biens situés à Saint-Georges-de-Reneins, et à Nova Cella, dans les pagi de Lyon et Mâcon.

## Sources
- (en) Foundation for Medieval Genealogy, "Medieval Lands - Burgondy Kingdom Nobility" : "Guigues Ier", 2011 (lire en ligne)
- Auguste Bernard et Alexandre Brueln, Recueil des chartes de l'abbaye de Cluny : charte n° 2831, vol. IV, Paris, 1876-1903 (lire en ligne), p. 34
- Auguste Bernard, Essai historique sur les vicomtes de Lyon, de Vienne et de Mâcon du IXe au XIIe siècle, Montbrison, 1867, 44 p. (lire en ligne), p. 5
- Auguste Bernard, Cartulaire de l'Abbaye de Savigny : chartes n° 644 à 648, vol. 1, Paris, 1853, 1167 p. (lire en ligne), p. 323
- Auguste Bernard, Cartulaire de l'Abbaye de Savigny : Index géographique, vol. 2, Paris, 1853, 1167 p. (lire en ligne), p. 1135
- Maurice Prou, Henri Stein et Alexandre Vidier, Recueil des chartes de l'abbaye de Saint-Benoît-sur-Loire : charte LXVIII, vol. 1, Paris, Picard, 1900-1912, 507 p. (lire en ligne), p. 179
- Camille Ragut, Cartulaire de Saint-Vincent de Mâcon, connu sous le nom de "Livre enchaîné" : charte CXIII, Mâcon, Protat, 1864, 588 p. (lire en ligne), p. 87